# Карибска бодлива акула
Карибската бодлива акула (Etmopterus hillianus) е вид акула от семейство Светещи акули (Etmopteridae). Видът не е застрашен от изчезване.

## Разпространение и местообитание
Разпространен е в Американски Вирджински острови, Ангуила, Бахамски острови, Бермудски острови, Британски Вирджински острови, Доминиканска република, Куба, САЩ (Вирджиния, Джорджия, Северна Каролина, Флорида и Южна Каролина), Сейнт Китс и Невис и Хаити.
Обитава пясъчните дъна на морета. Среща се на дълбочина от 180 до 682 m, при температура на водата от 7,1 до 18,1 °C и соленост 34,7 – 36,5 ‰.

## Описание
На дължина достигат до 50 cm.